# Drapelul Republicii Congo

Proporțiile drapelului: 2:3

Drapelul național al Republicii Congo a fost adoptat pentru prima oară pe 18 august 1958. S-a renunțat la el în 1970, la începutul perioadei socialiste a „Republicii Populare Congo”, dar readoptat pe 10 iunie 1991. Culorile sunt tradiționalele culori Pan-Africane, ele provin de la drapelul Etiopiei. Modelul distinctiv cu diagonale îl diferențiază de celelalte drapele Pan-Africane.

Drapelul Republicii Populare Congo (1970–1991)